# Francisco Pi y Margall
Francisco Pi y Margall (katalánsky Francesc Pi i Margall, 29. dubna 1824 Barcelona – 29. listopadu 1901 Madrid) byl španělský politik. Usiloval o vyhlášení republiky na socialistických a liberálních základech a o sebeurčení národnostních menšin.
Pocházel z dělnické rodiny, navštěvoval seminář a vystudoval práva na Barcelonské univerzitě. Od roku 1847 žil v Madridu, pracoval v bance a přispíval do novin, knižně vydal cestopis po Španělsku a dějiny malířství. Jeho politické názory ovlivnil Pierre-Joseph Proudhon, jehož díla překládal, byl odpůrcem monarchie a katolické církve. V roce 1866 byl obviněn z přípravy státního převratu a musel odejít do exilu do Francie, po návratu založil Federální republikánskou demokratickou stranu. Po vítězství revoluce v září 1868, kterou vedl Juan Prim, se stal poslancem. Po vyhlášení první španělské republiky ho Estanislao Figueras pověřil funkcí ministra vnitra. Po Figeurasově rezignaci se 11. června stal hlavou státu. Představil program postupných reforem, radikální stoupenci decentralizace země však proti němu vyvolali kantonální povstání a 18. července 1873 se rozhodl odstoupit.
Po pádu republiky byl krátce vězněn, po propuštění se vrátil k zaměstnání právníka a k literární činnosti. Napsal dějiny Ameriky a studii o hře Josého Zorilly Don Juan Tenorio, vydával noviny El Nuevo Régimen. Od roku 1886 byl poslancem za Figueres. Uznával právo Kubánců na nezávislost a obdivoval demokracii v USA, proto odmítal španělsko-americkou válku. Byl také stoupencem iberismu. K jeho odkazu se hlásí španělští anarchisté i stoupenci katalánské nezávislosti.
Jeho mladším bratrem byl výtvarník Joaquín Pi y Margall.